# Corallana estuaria
Corallana estuaria är en kräftdjursart som beskrevs av Jones, Icely och Cragg 1983. Corallana estuaria ingår i släktet Corallana och familjen Corallanidae. Inga underarter finns listade i Catalogue of Life.